# Asmate setaria
Asmate setaria är en fjärilsart som beskrevs av William Schaus 1898. Asmate setaria ingår i släktet Asmate och familjen mätare. Inga underarter finns listade i Catalogue of Life.